# Asser Rig Hvide
Asser Rig Hvide (1080-1151) fue un noble del siglo XII de Selandia, Dinamarca.
Asser Rig era hijo del influyente noble Skjalm Hvide. Fue fiel amigo y aliado de Canuto Lavard, cuyo hijo Valdemar el Grande se convirtió más tarde en su hijo adoptivo.
Señor de Fjenneslev cerca de Ringsted, construyó la iglesia de Fjenneslev, donde fue enterrado a su muerte. Junto con su hermano Ebbe, fundó el monasterio de Sorø, un centro benedictino, donde vivió sus últimos años como monje.

## Herencia
Aser Rig se casó con Inger Eriksdatter, hija de Cecilia Knudsdatter, hija de Canuto IV de Dinamarca y de Adela de Flandes. De esa relación nacieron tres hijos: 
- Esbern Snare, cruzado.
- Absalón, arzobispo de Lund.
- Ingefred Assersdatter Hvide